# Francisco de Miranda (Táchira)
Francisco de Miranda is een gemeente in de Venezolaanse staat Táchira. De gemeente telt 4100 inwoners. De hoofdplaats is San José de Bolívar.